# Karaja
Karaja, artiestennaam van Ivana Karaja, (Berlijn, 1978) is een Duitse zangeres.

## Levensloop en carrière
Karaja geraakte in eigen land bekend met de single Love Me uit 2001. In 2002 scoorde ze ook in Denemarken, Vlaanderen en Nederland met She Moves (La La La).

## Discografie
| Single met hitnotering(en) in de Vlaamse Ultratop 50 | Datum van verschijnen | Datum van binnenkomst | Hoogste positie | Aantal weken | Opmerkingen             |
| ---------------------------------------------------- | --------------------- | --------------------- | --------------- | ------------ | ----------------------- |
| She Moves (La La La)                                 | 2002                  | 31-08-2002            | 25              | 3            | Dancesmash op Radio 538 |

- Gemeinsame Normdatei: 135291119
- Library of Congress Control Number: no2013001175
- MusicBrainz: 304e65de-5dd4-4aa3-b8f7-5b55ec2dbb07
- Virtual International Authority File: 263531786
- WorldCat: E39PBJdWHMkghRkPKkwy96PRKd